# 1288
Het jaar 1288 is het 88e jaar in de 13e eeuw volgens de christelijke jaartelling.

## Gebeurtenissen
januari

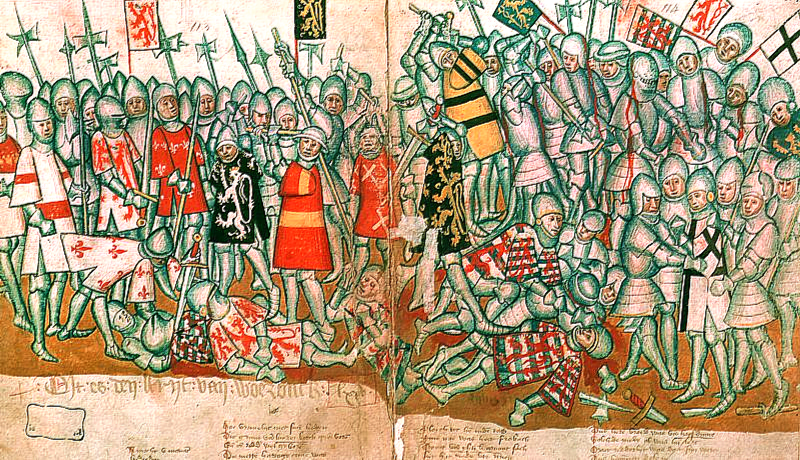
Slag bij Woeringen

- 9 - Thoros III van Armenië trouwt met Margreta van Lusignan

februari
- 5 - De Sint-Aagthenvloed treft Zuid-Holland en Zeeland.

maart
- 31 - In een "akte van verzoening" staat graaf Floris V van Holland heer Herman VI van Woerden toe om "zijn steenhuis te behouden".

juni
- 5 - Slag bij Woeringen: Jan I van Brabant verslaat Siegfried van Westerburg van Keulen en Reinoud I van Gelre, en beslist de Limburgse Successieoorlog in het voordeel van Brabant: Limburg zal voortaan bij Brabant horen.
  - De stad Keulen, die meevocht aan de kant van Jan I, maakt zich vrij van Keur-Keulen en wordt een vrije rijksstad, zie Rijksstad Keulen. De aartsbisschop verplaatst zijn zetel van Keulen naar Bonn.
  - Omdat Reinoud I zware schulden heeft gemaakt, is hij gedwongen Gelre te verpachten aan zijn schoonvader Gwijde van Dampierre, de graaf van Vlaanderen.

augustus
- 14 - Düsseldorf krijgt stadsrechten van graaf Adolf V van Berg, een van de overwinnaars in de Slag bij Woeringen.
- augustus: Omdat Walram van Valkenburg hem niet als graaf van Limburg wil erkennen, belegert Jan I kasteel Valkenburg. Walram ontsnapt uit de belegering, en later komt het tot een verzoening.

oktober
- 26 - De Simon en Judasvloed overstroomt delen van Groningen.

zonder datum
- Floris V van Holland weet West-Friesland, het voorgaande jaar in de Sint-Luciavloed van Friesland gescheiden, definitief bij Holland te voegen.
- Obizzo II d'Este, heer van Ferrara, krijgt ook de macht in Modena.
- Wiesloch krijgt stadsrechten.
- Kasteel Radboud in Medemblik wordt gebouwd. (jaartal bij benadering)
- Het Sint-Alexiusbegijnhof in Dendermonde ontstaat.
- Stadsbrand in Bury St. Edmunds
- oudst bekende vermelding: Barsingerhorn, Kolhorn

## Opvolging
- Baden-Baden - Rudolf I opgevolgd door zijn zoons Herman VII, Rudolf II, Hesso en Rudolf III
- Łęczyca - Leszek II van Polen opgevolgd door zijn broer Casimir II
- Ligny - Walram I opgevolgd door zijn zoon Walram II
- Limburg - Reinoud I van Gelre opgevolgd door Jan I van Brabant
- Luxemburg - Hendrik VI opgevolgd door zijn zoon Hendrik VII
- Meißen - Hendrik III opgevolgd door zijn zoon Albrecht II
- paus (22 februari) - Girolamo Masci d’Ascoli als Nicolaas IV in opvolging van Honorius IV
- Polen - Leszek II opgevolgd door Hendrik IV, hertog van Silezië-Breslau
- Sieradz - Leszek II van Polen opgevolgd door zijn broer Wladislaus de Korte

## Afbeeldingen

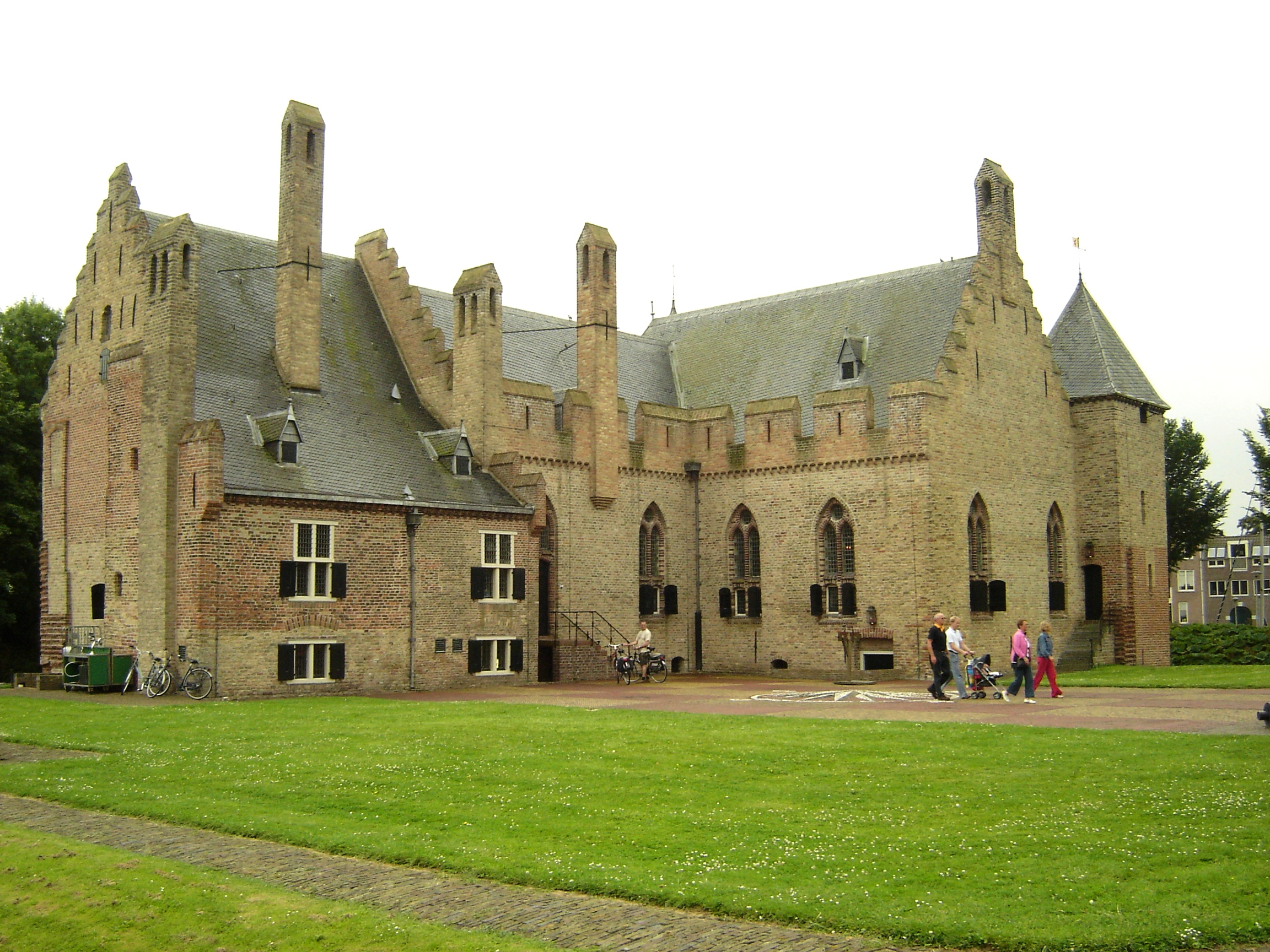
Kasteel Radboud
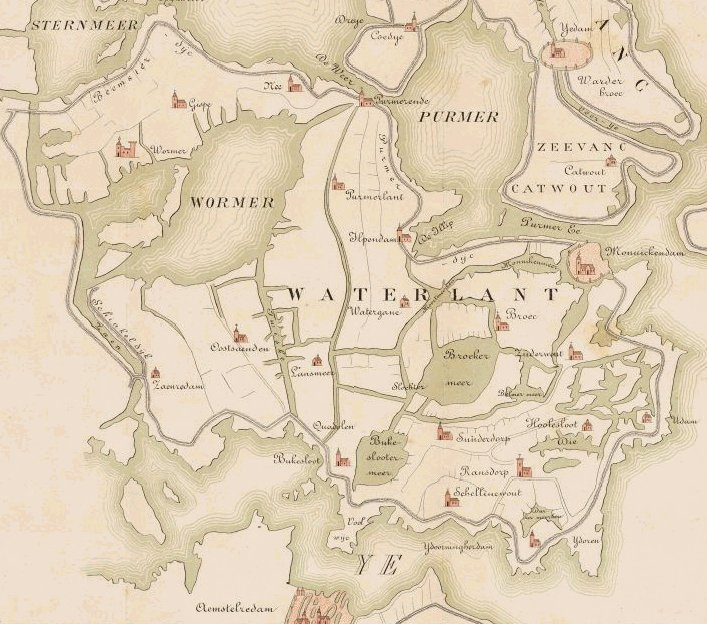
Waterland in 1288, het komt dit jaar definitief aan Holland

## Geboren
- 5 april - Go-Fushimi, keizer van Japan (1298-1301)
- augustus - Adolf van der Mark, prinsbisschop van Luik
- 1 september - Elisabeth Richezza, echtgenote van Wenceslaus II en Rudolf I van Bohemen
- 26 november - Go-Daigo, keizer van Japan (1318-1339)
- Ivan I, grootvorst van Moskou (1325-1340)
- Gerlach I van Nassau, graaf van Nassau (jaartal bij benadering)
- Nicolaas II van Troppau, Boheems edelman (jaartal bij benadering)
- Willem van Ockham, Engels filosoof (jaartal bij benadering)

## Overleden
- 15 februari - Hendrik III, markgraaf van Meißen en landgraaf van Thüringen
- 22 februari - Adelheid van Katzenelnbogen, Duits gravin
- 24 april - Gertrude van Babenberg (~61), hertogin van Oostenrijk en Stiermarken
- 5 juni - Hendrik VI (~35), graaf van Luxemburg (1281-1288)
- 5 juni - Walram I, graaf van Ligny
- 30 september - Leszek II, groothertog van Polen (1279-1288)
- 13 november - Beatrix van Brabant (~63), echtgenote van Hendrik Raspe en Willem II van Vlaanderen
- 19 november - Rudolf I van Baden, Duits edelman
- Hendrik III van Borculo, burggraaf van Coevorden
- Mechtildis van Holstein, echtgenote van Abel van Denemarken